# Ginger Aldenová
Ginger Aldenová (* 13. listopadu 1956, Memphis, Tennessee) je americká herečka a modelka. Známá je zejména tím, že byla snoubenkou Elvise Presleyho. Svatba s populárním králem rock 'n' rollu se však nekonala. Elvis Presley zemřel totiž těsně před jejich oddáním. Ginger nalezla Elvise odpoledne 16. srpna 1977 mrtvého na podlaze koupelny ve svém domě nazvaném Graceland v Memphisu. Po Elvisově smrti se opět věnovala kariéře modelky.